# Giovanni Giustiniani
Giovanni Giustiniani Longo († červen 1453) byl slavný janovský kapitán a žoldnéř považovaný za jednoho z nejstatečnějších a nejvýkonnějších válečníků své doby.
V roce 1453 Giustiniani vystavěl na vlastní náklady jednotku o síle 700 mužů, s níž se vydal na pomoc Konstantinopoli ohrožované Turky. Byzantský císař Konstantinos XI. Palailogos jej jmenoval velitelem obrany.
Giustiniani velel obraně až do 29. května, kdy byl v průběhu boje na hradbách zraněn a opustil své stanoviště. Prameny se velice liší v popisu charakteru i závažnosti jeho zranění, podle některých byl jen lehce zraněn na paži a zbaběle utekl, podle jiných byl těžce zraněn na hrudníku nebo do břicha a byl odnesen proti své vůli nebo v bezvědomí. Zraněn měl být dělovou koulí nebo šipkou z kuše. Každopádně ať už se to stalo jakkoliv, ztráta velmi schopného a ctěného velitele demoralizovala jeho vojáky a vedla ke zhroucení obrany hradeb. Když krátce poté padl v boji císař Konstantinos, obrana města se zcela zhroutila.
Odpůrci a konkurenti Giustinianiho šířili poté po světě zprávu, že zbabělým útěkem zapříčinil pád Konstantinopole. Giustinianiho jeho muži odvezli na galéře z města (ani zde není jasné, zda si přál odjet, nebo byl odvezen v bezvědomí), počátkem června ale zemřel na následky svých zranění.